# Wilson Kipketer
Wilson Kosgei Kipketer, kenijsko-danski atlet, * 12. december 1972, Kapchemoiywo, Kenija.
Kipketer je kot študent pridobil dansko državljanstvo. Nastopil je na poletnih olimpijskih igrah v letih 2000 v Sydneyju in 2004 v Atena, kjer je osvojil srebrno in bronasto medaljo v teku na 800 m. Na svetovnih prvenstvih je osvojil trikratni zaporedni naslov prvaka v letih 1995, 1997 in 1999. Na svetovnih dvoranskih prvenstvih je osvojil naslov prvaka leta 1997 ter podprvaka v letih 1999 in 2003, na evropskih prvenstvih pa naslov prvaka leta 2002. Leta 1997 je trikrat postavil nov svetovni rekord v teku na 800 m, zadnjič 24. avgusta 1997 s časom 1:41,11. Veljal je do avgusta 2010, ko ga je izboljšal David Rudisha.